# Łoże władcy
Łoże władcy – albański krótkometrażowy film fabularny z roku 1973 w reżyserii Endri Keko, na podstawie powieści Dritëro Agollego "Partizani Meke".

## Opis fabuły
Akcja filmu rozgrywa się w czasie II wojny światowej. Partyzanci, dowodzeni przez Mekę w pierwszym dniu po wyzwoleniu wkraczają do pałacu, w którym mieszkał kiedyś król, który uciekł wraz z okupantami.
Film realizowano w Tiranie.

## Obsada
- Pandi Raidhi jako partyzant Meke